# Józef Dutkiewicz (duchowny)
Józef Dutkiewicz (ur. 14 marca 1849 w Bielinach, zm. 1917) – polski ksiądz katolicki, pierwszy proboszcz parafii Św. Aleksandra w Dąbrowie Górniczej.

## Życiorys
Urodził się w bogatej rodzinie chłopskiej jako Józef Dudek. Wstąpił do seminarium duchownego w Kielcach i tam najprawdopodobniej zmienił nazwisko. Święcenia kapłańskie przyjął w lipcu 1873. Pracował w Jędrzejowie i Kielcach. Od 1880 studiował w Innsbrucku. W 1880 został proboszczem w Solcu, a w 1891 objął probostwo nowo erygowanej parafii św. Aleksandra w Dąbrowie Górniczej i podjął starania o budowę kościoła pod wezwaniem Matki Boskiej Anielskiej, co spotkało się z oporem władz carskich. Zagrożony aresztowaniem wyjechał w 1896 do Stanów Zjednoczonych. Tam pracował w Buffalo, parafii Świętej Trójcy w Nanticoke, a od 1899 w parafii Nawiedzenia NMP w Priceburgu, gdzie w 1909 wybudował nowy kościół parafialny.